# ريتشارد دونكان فرازير
ريتشارد دونكان فرازير هو شخصية أعمال كندي، ولد في عقد 1785، وتوفي في 1857.